# Treibschieber-Durchflussmesser
Treibschieber-Durchflussmesser, auch Treibschieberzähler, gehören zu der Gruppe der Durchflussmesser. Die hohe Messgenauigkeit und Langzeitstabilität machen den Treibschieberzähler besonders geeignet für alle Mineralöle, besonders Heizöl, Schweröl (HFO), Gasöl und Marine-Diesel (MDO). Sie erreichen Messgenauigkeiten von 0,1 %. Treibschieber-Durchflussmesser werden in der Schifffahrt, Luftfahrt, in Depots und Betankungseinrichtungen eingesetzt. Sie bieten den Vorteil, dass sie auch direkt stromab von Rohrkrümmern und Ventilen eingesetzt werden können.
Die Messung funktioniert durch einen in 90°-Sektoren aufgeteilten Messrotor, der zwischen Ein- und Ausgang so abgedichtet wird, dass das gesamte Fluid beim Durchfluss schlupffrei den Rotor antreibt. Die Rotation wird magnetisch an die Messkammer übertragen.
Mit den unterschiedlichen Aufbauten kann der Treibschieberzähler an die Messaufgabe angepasst werden.